# SW Андромеды
SW Андромеды (лат. SW Andromedae) — одиночная переменная звезда в созвездии Андромеды на расстоянии приблизительно 1833 световых лет (около 562 парсеков) от Солнца. Видимая звёздная величина звезды — от +10,09m до +9,14m.

## Характеристики
SW Андромеды — белый гигант, пульсирующая переменная звезда типа RR Лиры (RRAB) спектрального класса A7III-F8III или A7IIImF0. Масса — около 0,26 солнечной, радиус — около 4,41 солнечных, светимость — около 27,997 солнечных. Эффективная температура — около 6644 К.